# On Broadway

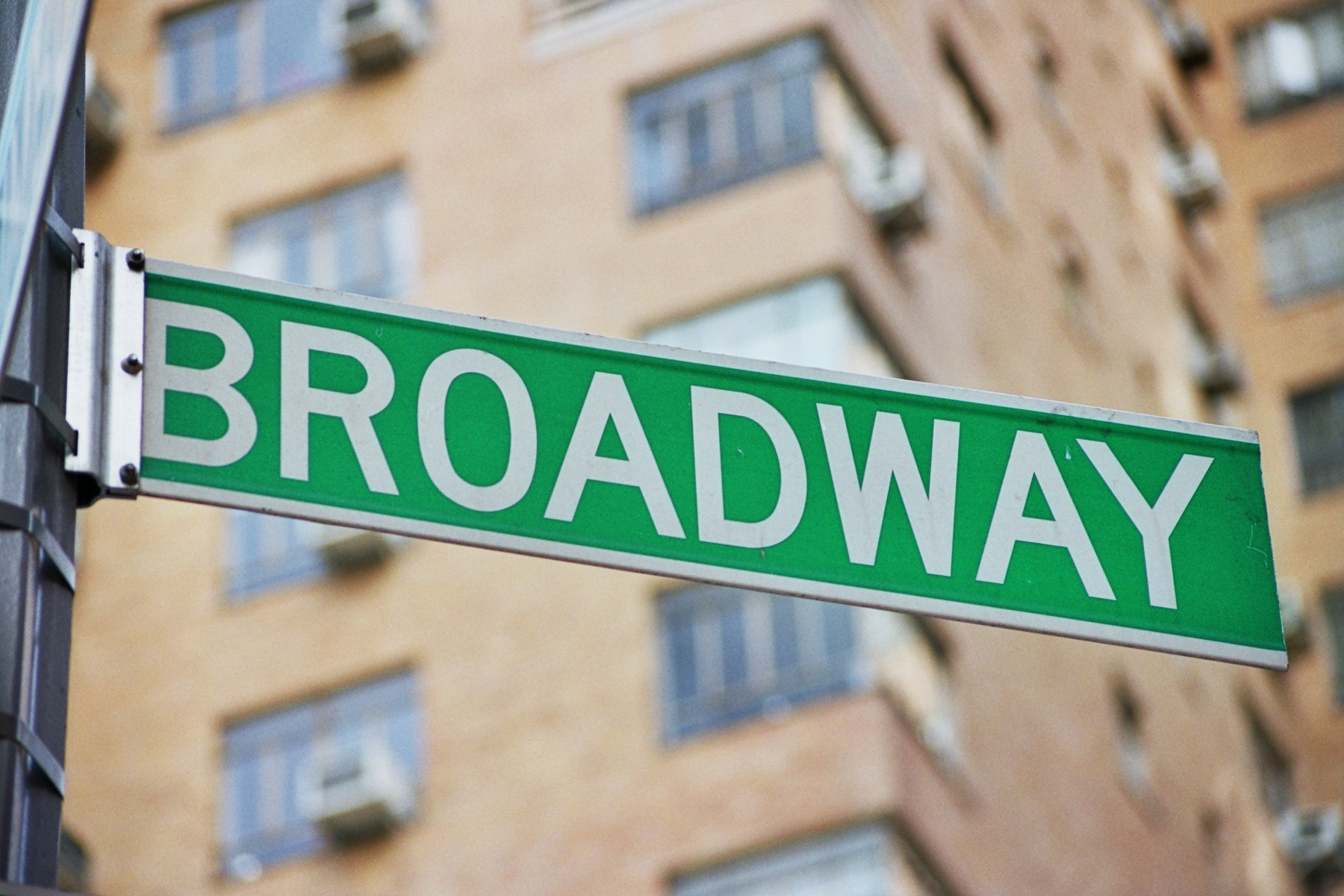

On Broadway is een liedje dat in 1962 werd geschreven door Barry Mann en Cynthia Weil. In januari 1963 brachten ze samen met Jerry Leiber en Mike Stoller, een ander Amerikaans tekstschrijversduo, wat veranderingen aan. In deze vorm werd het liedje een hit voor The Drifters en George Benson.

## Ontstaan
Toen Barry Mann en Cynthia Weill On Broadway schreven, hadden ze een meidengroep in gedachten. De ik-figuur is een ambitieuze jonge vrouw die carrière wil maken in de theaters van Broadway in New York. In deze vorm is het nummer opgenomen door de meidengroepen The Cookies en The Crystals. De versie van The Cookies staat op het verzamelalbum The Dimension Dolls Vol. 1, met nummers van The Cookies, Carole King en Little Eva, de versie van The Crystals op het album He's a rebel.
Toen Leiber en Stoller een nummer zochten dat The Drifters, voor wie zij de vaste producers waren, op korte termijn konden opnemen, vroegen ze Mann en Weil of zij iets hadden. Leiber en Stoller werkten in het Brill Building op 1619 Broadway, Mann en Weil op 1650 Broadway, schuin ertegenover. Mann en Weil stelden On Broadway voor. Met zijn vieren werkten ze het liedje om. De tekst ging nu over een artiest die compleet berooid op Broadway is aangekomen en merkt dat niemand in hem geïnteresseerd is. Hij weet echter dat hij goed gitaar speelt en besluit niet op te geven tot hij succes heeft:  And I won't quit till I'm a star on Broadway. Iedereen die het liedje vanaf dat moment coverde, speelde deze versie.

## The Drifters
De versie die The Drifters opnamen, kwam in maart 1963 op single uit. Het nummer bereikte eind april 1963 een negende plaats in de Billboard Hot 100.
Phil Spector speelde gitaar op deze opname en Ernie Royal trompet.
Het nummer kwam in 1964 uit op het album Our biggest hits, dat maar een kort leven beschoren was. Toen de single Under the boardwalk een succes bleek te zijn, werd Our biggest hits vervangen door het album Under the boardwalk, mét de nieuwe hitsingle. Daar stond On Broadway ook op.

## George Benson
George Benson nam het nummer in 1977 op voor zijn album Weekend in L.A. In februari 1978 kwam het op single uit. De plaat werd een succes en bereikte in juni 1978 de zevende plaats in de Billboard Hot 100. In Nederland kwam het succes pas vier jaar later, in 1982. Toen kwam de plaat tot de 18e plaats in de Nederlandse Top 40.
Het nummer werd gebruikt als begeleiding bij de dansscène aan het begin van de film All That Jazz van Bob Fosse uit 1979.
George Benson zong On Broadway in 1994 nogmaals, nu samen met Clifford and the Rhythm Rats, voor het Muppets-album Kermit Unpigged.

## Andere artiesten
In 2015 waren er minstens vijftig covers bekend van uiteenlopende artiesten, van Chubby Checker tot Kai Winding en van Nancy Wilson tot Gary Numan. Enkele van de covers zijn hieronder uitgelicht:
- The Coasters namen het nummer op voor hun album The Coasters on Broadway uit 1973.[11]
- Bobby Darin nam het nummer op voor zijn album 18 yellow roses uit 1963.[12]
- The Dave Clark Five zette het nummer op zijn Britse album A session with The Dave Clark Five[13] en zijn Amerikaanse album The Dave Clark Five return!, beide van 1964.[14]
- Percy Faith nam met zijn orkest een instrumentale versie op voor het album Themes for young lovers uit 1963.[15]
- Genesis gebruikte een deel van de tekst van On Broadway voor zijn eigen nummer The Lamb Lies Down on Broadway, het titelnummer van het gelijknamige album.
- Nancy Sinatra nam het nummer in 1966 op voor haar album Nancy in London.[16]
- Neil Young zette een geheel eigen versie van het nummer op zijn album Freedom van 1989. Op het eind roept hij ‘Give me that crack’, hetgeen niet in de originele tekst staat.
- Jennifer Hudson en Katharine McPhee zongen het nummer in de eerste aflevering van het tweede seizoen van de televisieserie Smash, die ook On Broadway heette.
- Een instrumentale versie van het nummer is te horen in de film American Beauty uit 1999.